# Odontomyia solennis
Odontomyia solennis är en tvåvingeart som beskrevs av Walker 1851. Odontomyia solennis ingår i släktet Odontomyia och familjen vapenflugor. Inga underarter finns listade i Catalogue of Life.